# Jerudong
Jerudong est une commune de l’État du Brunei. On y trouve situé le Jerudong Park, un parc d'attraction. Elle abrite 11 000 habitants.